# 汪明浩
汪明浩（1967年10月—2020年2月3日），男，满族，辽宁辽阳人，中华人民共和国政治人物。曾任北京市平谷区人民政府区长（任内逝世），十一届、十二届中共北京市委委员，北京市第十五届人民代表大会代表。

## 生平
1967年10月生于河北唐山。祖籍辽宁辽阳。1986年6月加入中国共产党。1990年7月毕业于北方交通大学机械工程系内燃机专业。在北方交通大学学习时，历任运输系团总支副书记、校团委副书记、团委书记；共青团北京市委员会大学中专工作部副部长，权益部副部长（主持工作）、部长，大学中专工作部部长；共青团北京市委员会副书记、北京市青年联合会主席，北京市人大常委，北京奥组委志愿者部筹备组组长等职务。
1992年9月至1994年9月，公派日本研修学习。2001年1月至2002年2月，挂职担任北京市平谷县副县长。2004年至2006年，参加北京大学与国家行政学院联合培养公共管理硕士班，获公共管理硕士学位。
2006年9月至2011年1月，任北京青年政治学院党委书记，主持党委全面工作。2007年7月，在美国芝加哥大学培训学习。2009年4月，率领代表团访问日本爱知大学国际中国学研究中心。2008年9月至2008年12月，参加中国浦东干部学院第四期中青年干部班学习。2011年至2012年，参加第三期一年制领导干部研修班脱产学习。
2012年3月，任北京市台湾同胞联谊会党组书记。2013年10月，任北京市委台湾工作办公室（对外称：北京市人民政府台湾事务办公室）主任。
2016年8月，任北京市平谷区委副书记、区政府党组书记、副区长、代区长。2016年12月29日，任北京市平谷区委副书记、区政府党组书记、区长。
2019年12月5日因罹患胰腺癌住院治疗，2020年2月3日21时56分在北京逝世。